# Just Say Hello!
Just Say Hello! is een nummer van René Froger uit 1990 en staat op zijn album Midnight Man. Het nummer behaalde de alarmschijf. De tekst en muziek zijn uit handen van John van Katwijk en Marcel Schimscheimer.